# أكلبترة برانسية
أكلبترة برانسية (الاسم العلمي: Acalyptris pyrenaica) هي نوع من الحشرات تتبع جنس الأكلبترة من فصيلة السليلات. سمي هذا النوع نسبةً إلى جبال البرانس في إسبانيا.